# Деревенский театр (журнал)
«Деревенский театр» — советский театральный журнал, издававшийся в Москве в 1925-1931.
Выходило приложение к журналу — сборник малых форм в помощь затейнику «Красная рубаха», который сам имел серии: «Театральный репертуар», «Репертуар чтеца», «Театральная учёба», «Музыкальный репертуар», «Музыкальная учёба», «Досуг и развлечение». № 9 1930 г. издан совместно с журналом «Красная рубаха».
Ежемесячный журнал Главполитпросвета и Политпросвета ЦК ВЛКСМ: по вопросам работы художественных кружков: драматический, хоровой, музыкальный, живописный, вечеринка, гулянье, праздник.
Журнал после закрытия продолжился изданиями «Искусство массам» (для деревни) (1931), «Самодеятельное искусство» (1932—1933), «Колхозный театр» (1934—1936).

## Редакция
Редколлегия: Р. А. Пельше (ответственный редактор), А. А. Ширямов, Л. Инденбом, А. Г. Глебов, А. Л. Субботин, Д. М. Попов, В. В. Игнатов, Э. М. Розенберг, М. И. Орлов, В. Тараканов, И. Чичеров, О. С. Литовский, Н. А. Болберг, Д. С. Шилов.

## Библиографическое описание
Деревенский театр : руководящий журнал по художественной работе в деревне : орган Главискусства агитпропа, ЦК ВЛКСМ и Центр. дома самодеятельного искусства. — Москва: Крестьянская газета, 1925—1931.